# 小城敏
小城 敏（こしろ さとし、1955年1月5日 - ）は、読売テレビの元アナウンサー。

## 人物
京都府京都市出身。関西大学を卒業後、1978年読売テレビに入社。長年に渡りスポーツ実況を担当。

## 過去の主な担当番組
- 週刊トラトラタイガース
- プロ野球・ゴルフなどスポーツ中継
- 声 あなたと読売テレビ